# الوطئة (حزم العدين)

تعديل مصدري - تعديل

الوطئة محلة تابعة لقرية العمود، التابعة لعزلة الابعون بمديرية حزم العدين إحدى مديريات محافظة إب في الجمهورية اليمنية، بلغ تعداد سكانها 56 حسب تعداد اليمن لعام 2004.